# Placospermum coriaceum
Placospermum coriaceum (C.T.White & W.D. Francis, 1924) è una pianta appartenente alla famiglia delle Proteaceae, endemica dello stato federato del Queensland, in Australia. È l'unica specie inclusa sia nel genere Placospermum che nella tribù Placospermeae della sottofamiglia Persoonioideae.

Il nome del genere deriva dal greco πλάξ, πλακός (superficie larga e piatta) e σπερμα (seme), alludendo ai semi piatti e alati.

## Descrizione

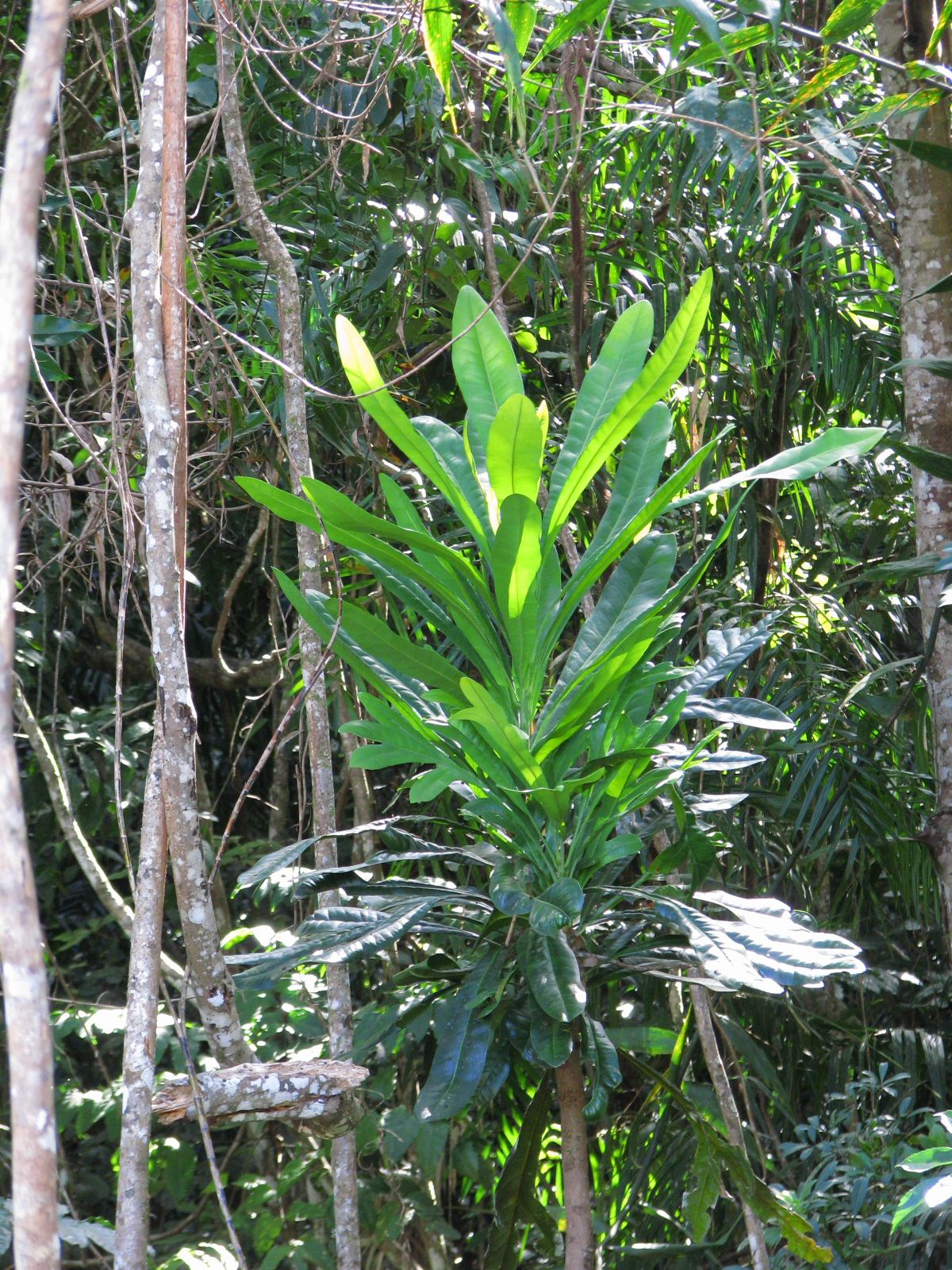
Esemplare di P. coriaceum.

P. coriaceum è un albero di altezza compresa fra 7 e 30 m. La pianta è glabra, ad eccezione delle foglie scalate, delle radici immature e dei petioli.
Le foglie sono alternate, con breve petiolo e venature brochidodrome. Le foglie giovanili sono per lo più pinnatifide; le piantine e le foglie adulte sono intere. 
Le foglie hanno margini leggermente ricurvi; quelle intermedie possono essere lobate con 2-10 lobi o intere e strettamente spatolate. Le foglie adulte possono variare da strettamente spatolate a lanceolate e oblanceolate, da acute a arrotondate, lunghe 8–25 cm, larghe da 1.6 a 4.3 cm.
L'infiorescenza è allungata, terminale e laterale, principalmente paniculata, con 1–2 ordini di ramificazioni, o raramente racemosa, anauxotelica; le ramificazioni terminali sono racemose. L'infiorescenza è lunga da 2.5 a 11 cm; le ramificazioni terminali recano 1–18 fiori. 
I fiori sono zigomorfi, andromonoeci, sostenuti da foglie scalate. 
I fiori, di colore rosa, non si aprono molto. 
I tepali sono liberi, curvati in avanti. Il tepalo posteriore è lungo 18–20 mm nei fiori bisessuali, 12–15 mm nei fiori maschili. 
Le ghiandole ipogine, presenti in numero di quattro, sono subeguali. 
I filamenti staminali sono saldati ai tepali. Solo lo stame posteriore è fertile.
L'antera fertile è oblunga e lineare, introrsa. I loci dell'antera sono lunghi 5–7 mm.
Il gineceo è assente nei fiori maschio; l'ovaio è obloide e sessile; lo stilo è ricurvo in avanti. Lo stigma è anterolaterale. 
Le ghiandole ipogine sono lunghe 3–5 mm e sono di forma stretta e triangolare e leggermente carnose, mentre il gineceo è lungo 8–9 mm. Il follicolo è lungo 28–40 mm, largo 28–38 mm, spesso 22–25 mm. I cotiledoni sono lunghi 13–20 mm e larghi 23–30 mm.
Gli staminodi assomigliano allo stamen ma sono più stretti.
I frutti sono follicolari; l'endocarpo è legnoso e si sviluppa dall'epidermide interiore senza estendersi da seme a seme.
Gli ovuli ed i semi sono in numero compreso fra 15 e 22. Il follicolo è un ovoide/ellissoidale compresso dorsiventralmente e ha 2 cotiledoni. 
I semi sono appiattiti, alati su entrambi i lati, disposti trasversalmente all'interno del follicolo; l'embrione è terminale.
Il numero cromosomico è n = 7.
La pianta fiorisce tra ottobre e novembre.

## Distribuzione e habitat
Questa specie è endemica in Australia. In particolare, la specie è un albero della foresta pluviale del Queensland nordorientale, che è presente tra la Big Tableland e il Monte Bellenden Ker. 
Cresce nelle foreste pluviali, a quote che vanno dai 180 fino ai 1500 m s.l.m..

## Tassonomia
P. coriaceum è l'unica specie del genere Placospermum, della tribù Placospermae e della sottofamiglia Persoonioideae.
Johnson & Briggs hanno assegnato il genere Placospermum alla sottotribù Placosperminae della tribù Placospermae.